# Edison Blue Amberol Records: Serie Popolare

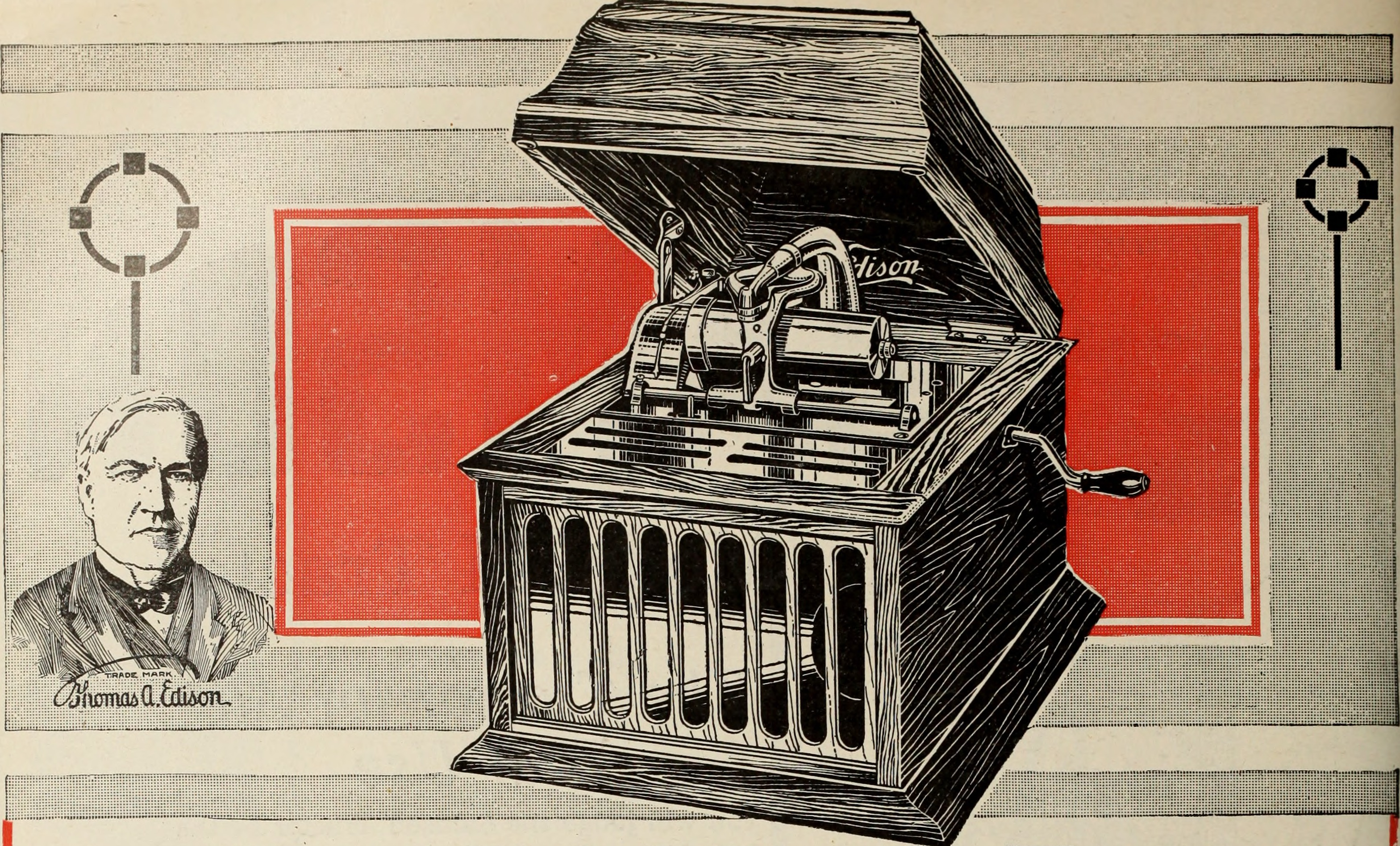
Farmer's magazine (January-December 1920)

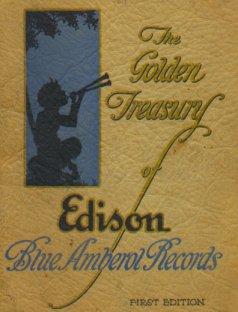
Cover of "A Golden Treasury of Edison Blue Amberol Records" catalog

Blue Amberol Records era il marchio di fabbrica per un tipo di incisione su cilindro fabbricato dalla compagnia Edison Records negli Stati Uniti d'America dal 1912 fino al 1929. Il cilindro era costituito di un composto di nitrocellulosa sviluppato nei laboratori Edison (sebbene occasionalmente utilizzassero bakelite al suo posto e sempre con un nucleo interno di gesso). Queste incisioni su cilindro furono immesse sul mercato nell'ottobre del 1912. La prima emissione nella più importante serie popolare fu la numero 1501, e l'ultima la 5719, emessa nell'ottobre del 1929 proprio quando i problemi della Edison Records fecero chiudere la ditta. La società Edison mantenne separato il numero di intervallo di emissione delle serie straniere, classiche e speciali che qui non sono incluse. I numeri di emissione non sono necessariamente consecutivi, come alcuni titoli non sono stati rilasciati, oppure saltati. Tuttavia, il formato Blu Amberol ha costituito la serie di incisione su cilindri di durata più lunga impiegato dalla Società Edison. Questi furono progettati per essere riprodotti su un Amberola, un tipo di macchina Edison appositamente progettato per registrazioni su celluloide che non riproduceva i vecchi cilindri di cera nera più vecchi. I Blu Amberol si vedono più comunemente oggi dei più vecchi Edison marroni da 2 minuti, o delle incisioni Amberol su cera nera da 4 minuti.
La seguente lista di Blue Amberol Records, molto incompleta, è ordinata per numero emissione, titolo, compositore(i), esecutore(i) e data. Le date sono certamente non in ordine cronologico per registrazione o emissione; l'emissione di alcuni titoli potrebbe essere ritardata o mai distribuita, e alcune versioni Blu Amberol sono semplicemente riedizioni di registrazioni precedenti che erano apparse in altri formati prima che esistesse Blue Amberol. Da circa luglio 1914, gli Edison's Diamond Discs sono stati usati per masterizzare i Blu Amberol e emissioni degli stessi titoli appaiono in entrambe le serie, anche se con numeri di rilascio totalmente diversi. Alcuni degli ultimi Blu Amberol sono stati doppiati da registrazioni elettriche, anche se l'Amberola non è mai stato realizzato con un pick-up elettrico;negli anni successivi, alcuni appassionati hanno riattato riproduttori Amberola con pickup elettrici e questa è la prova che anche alla fine del 1920 vi erano kit che si potevano ordinare per fare la conversione.

## Edison Blue Amberols 1501-2499
| Numero Emissione | Titolo                                                     | Compositore(i)                                               | Esecutore(i)                                             | Data |
| ---------------- | ---------------------------------------------------------- | ------------------------------------------------------------ | -------------------------------------------------------- | ---- |
| 1501             | Overture from Semiramide                                   | Gioachino Rossini                                            | American Standard Orchestra                              | 1912 |
| 1502             | Trio From Faust                                            |                                                              | Agnes Kimball, Reed Miller & Frank Croxton               |      |
| 1508             | Light As a Feather - Bell solo                             |                                                              | Charles Daab                                             | 1912 |
| 1509             | La Paloma                                                  | Sebastián Iradier                                            | Edison Concert Band                                      |      |
| 1510             | My Best Girl and Me                                        |                                                              | Edward M. Favor & Chorus                                 | 1913 |
| 1511             | My Uncle's Farm                                            |                                                              | Billy Golden & Joe Hughes                                |      |
| 1518             | Whispering Hope                                            | Alice Hawthorne                                              | Helen Clark & Harry Anthony                              |      |
| 1519             | Medley of Reels (VIOLIN)                                   | D'Almaine (?)                                                | Kitty O'Neill                                            |      |
| 1522             | Money Musk Melody                                          |                                                              | National Promemade Band                                  | 1912 |
| 1524             | Silver Bell                                                |                                                              | Ada Jones & Billy Murray                                 | 1912 |
| 1526             | Teasing Mood (Moon)                                        |                                                              | Walter Van Brunt                                         |      |
| 1527             | Serenade (Title)                                           |                                                              | Florentine Instrumental Trio                             |      |
| 1528             | Quartette from Rigoletto                                   |                                                              | Frank Croxton & Quartette                                |      |
| 1529             | Row Row Row                                                | William Jerome - James V. Monaco                             | Arthur Collins & Byron G. Harlan                         |      |
| 1532             | Dixie Medley - Banjo Solo                                  |                                                              | Fred Van Eps                                             |      |
| 1533             | Tell Mother I'll Be There                                  |                                                              | James F. Harrison & Edison Mixed Quartet                 | 1912 |
| 1535             | Music Vot's Music Must Come From Berlin                    |                                                              | Maurice Burkhart                                         |      |
| 1536             | Ma Lady Lu                                                 |                                                              | Walter Van Brunt & Chorus                                |      |
| 1542             | My Hula Hula Love                                          |                                                              | Metropolitan Quartette                                   |      |
| 1545             | Abide with me                                              | William Henry Monk                                           | Frank Croxton & Quartette                                |      |
| 1547             | Silver Threads Among the Gold                              |                                                              | Will Oakland                                             |      |
| 1548             | Good Night, Good Night Beloved                             |                                                              | Emos Quaret                                              | 1912 |
| 1550             | The Ballad of Casey Jones                                  |                                                              | B Murray & Chor                                          |      |
| 1554             | Roses, Roses Everywhere                                    |                                                              | Hindermeyer                                              |      |
| 1555             | Where the Moonbeams Gleam (Daniels)                        |                                                              | Campbell and Gillette                                    |      |
| 1561             | The Glory Song                                             |                                                              | Harry Anthony & James F. Harrison                        |      |
| 1562             | The Land of Golden Dreams                                  |                                                              | Elsie Baker & James F. Harrison                          |      |
| 1563             | Aunt Dinah's Golden Wedding                                |                                                              | Empire Vaudeville Co.                                    | 1912 |
| 1568             | On a Beautiful Night with a Beautiful Girl                 | Will D. Cobb - Gus Edwards                                   | Walter Van Brunt                                         |      |
| 1571             | Darktown Eccentricities                                    |                                                              | Billy Golden & Joe Hughes                                |      |
| 1579             | My Song Shall Be, Etc.                                     |                                                              | Agnes Kimball & Reed Miller                              |      |
| 1580             | Dear Robin I'll Be True                                    |                                                              | Oakland & Chorus                                         |      |
| 1581             | Edelweiss and Almenrausch - Instrumental                   |                                                              | Venetian Trio                                            |      |
| 1583             | Uncle Josh Buys an Automobile                              |                                                              | Cal Stewart                                              |      |
| 1587             | Luella Lee                                                 |                                                              | Campbell & Gillette                                      |      |
| 1589             | That's How I Need You                                      | Joseph McCarthy - Joe Goodwin - Al Piantadosi                | Henry Burr & Irving Gillette                             |      |
| 1597             | Kentucky Days                                              |                                                              | Billy Murray & Chorus                                    | 1912 |
| 1601             | The Holy City                                              |                                                              | Edwin Skedden & Edison Mixed Quartet                     |      |
| 1606             | Silent Night                                               | Franz X. Gruber - Joseph Mohr                                | Elizabeth Spencer, Harry Anthony & James F. Harrison     |      |
| 1614             | Bridal Chorus from Lohengrin                               | Richard Wagner                                               | Metropolitan Quartet                                     |      |
| 1622             | Orpheus Overture                                           | Jacques Offenbach                                            | American Standard Orchestra                              | 1913 |
| 1625             | Sweet Adeline                                              |                                                              | Royal Fish & Orchestra                                   |      |
| 1633             | Rock of Ages                                               |                                                              | Edison Mixed Quartet                                     | 1913 |
| 1634             | Kiss Me, My Honey Kiss Me                                  | Ted Snyder                                                   | Billy Murray & Ada Jones                                 |      |
| 1643             | Yiddisha Professor                                         | Irving Berlin                                                | Maurice Burkhart                                         |      |
| 1711             | Manhattan Beach & El Capitan Marches                       | John Philip Sousa                                            | Sousa's Band                                             | 1913 |
| 1713             | The Vacant Chair                                           |                                                              | Elizabeth Spencer & Chorus                               | 1913 |
| 1715             | I Will Sing of My Redeemer                                 |                                                              | Edison Mixed Quartet                                     |      |
| 1733             | Under The Cotton Moon                                      |                                                              | Murray & Chorus                                          |      |
| 1737             | That Old Girl of Mine                                      | Earle C. Jones - Egbert Van Alstyne                          | Frederick J. Wheeler                                     |      |
| 1738             | When I Lost You                                            | Irving Berlin                                                | Irving Gillette                                          |      |
| 1742             | Beautiful Isle of Somewhere                                |                                                              | Harry Anthony & James F. Harrison                        |      |
| 1743             | Trail of the Lonesome Pine                                 | Ballard Macdonald - Harry Carroll                            | Manuel Romain                                            |      |
| 1746             | You're Just as Sweet at Sixty as You Were at Sweet Sixteen |                                                              | Will Oakland                                             | 1913 |
| 1749             | Goodbye Boys                                               | Andrew B. Sterling - William Jerome - Harry Von Tilzer       | Billy Murray                                             |      |
| 1765             | Where the Sunset Turns the Ocean's Blue to Gold            |                                                              | Byron G. Harlan                                          |      |
| 1771             | Just Plain Folks                                           |                                                              | Ada Jones & Chorus                                       | 1913 |
| 1774             | Italian Army March - Accordion solo                        |                                                              | Guido Deiro                                              |      |
| 1778             | Only a Pansy Blossom                                       |                                                              | Oakland & Chorus                                         | 1913 |
| 1794             | Beautiful Beckoning Hands                                  |                                                              | Edison Mixed Quartette                                   |      |
| 1795             | Dream of the Tyrolienne - Instrumental                     |                                                              | Venetian Quartette                                       |      |
| 1796             | Snookey Ookums                                             | Irving Berlin                                                | Collins & Harlan                                         |      |
| 1800             | Oh, You Silv'ry Bells                                      |                                                              | Ada Jones & Billy Murray                                 |      |
| 1809             | Jesus Lover of My Soul                                     |                                                              | Edison Mixed Quartet                                     | 1913 |
| 1811             | When the Roll is Called Up Yonder                          |                                                              | Edison Mixed Quartet                                     | 1913 |
| 1812             | Aloha of Paka's Hawaiians                                  |                                                              | Paka's Hawaiians                                         |      |
| 1823             | Favorite Airs from Patience                                | Gilbert & Sullivan                                           | New York Light Opera Company                             |      |
| 1832             | I'll Change the Shadows to Sunshine                        | Ernest R. Ball                                               | Irving Gillette                                          |      |
| 1856             | Where the Silvery Colorado Etc.                            |                                                              | Irving Gillette & Chorus                                 |      |
| 1864             | Alexander's Ragtime Band Medley (Banjo)                    |                                                              | Van Epps                                                 |      |
| 1878             | Jolly Fellow's Waltz                                       |                                                              | Sousa's Band                                             |      |
| 1897             | Waiting for the Robert E. Lee                              |                                                              | Collins & Harlan                                         |      |
| 1931             | You Made Me Love You                                       | Joseph McCarthy - James V. Monaco                            | Anna Chandler                                            |      |
| 1941             | Somebody's Coming to My House                              | Irving Berlin                                                | Walter Van Brunt                                         |      |
| 1943             | There's a Girl in the Heart of Maryland                    | Ballard Macdonald - Harry Carroll                            | Walter Van Brunt                                         |      |
| 1949             | Come Josephine in My Flying Machine                        |                                                              | Ada Jones & Billy Murray with Chorus                     | 1913 |
| 1955             | My Sweetheart (Tesoro mio) - accordion solo                | Ernesto Bubucci                                              | Guido Deiro                                              |      |
| 2005             | The Skater's Waltz                                         | Émile Waldteufel                                             | N.Y. Military Band                                       |      |
| 2022             | Curse of an Aching Heart                                   | Henry Fink - Al Piantadosi                                   | Will Oakland                                             |      |
| 2036             | Peg O' My Heart                                            | Alfred Bryan - Fred Fisher                                   | Walter Van Brunt                                         |      |
| 2114             | Southern Dream Patrol                                      | Franz Mahl                                                   | New York Military Band                                   |      |
| 2141             | Down In Monkeyville                                        |                                                              | Collins and Harlan                                       |      |
| 2179             | Favorite Airs from Mikado                                  | Gilbert & Sullivan                                           | New York Light Opera Company                             |      |
| 2215             | Favorite Airs from Pirates of Penzance                     | Gilbert & Sullivan                                           | New York Light Opera Company                             |      |
| 2243             | Danish Dance of Greeting                                   |                                                              | National Promenade Band                                  | 1914 |
| 2254             | In The Candle-Light                                        |                                                              | Helen Clark & E. Randolph                                |      |
| 2258             | I Miss You Most of All                                     | Joseph McCarthy Sr. & James V. Monaco                        | Manuel Romain                                            |      |
| 2263             | Peg O' My Heart - violin solo                              | Alfred Bryan & Fred Fisher                                   | Charles D'Almaine                                        | 1914 |
| 2264             | Love's Own Sweet Song                                      | C.C.S. Cushing - E.P. Heath - Emmerich Kalman                | Elizabeth Spencer & Irving Gillette                      |      |
| 2270             | Rebecca of Sunnybrook Farm                                 | A. Seymour Brown - Albert Gumble                             | Al Campbell & Irving Gillette                            |      |
| 2293             | Isle d'amour - Waltz Hesitation                            |                                                              | National Promenade Band                                  |      |
| 2309             | Lord, I'm Coming Home                                      |                                                              | Harry Anthony & James F. Harrison (as "Young & Wheeler") |      |
| 2337             | Panama Exposition - accordion solo                         |                                                              | Pietro Frosini                                           |      |
| 2344             | On the Shores of Italy                                     | Al Piantadosi - Dave Oppenheim - Jack Glogau                 | Albert C. Campbell & Irving Gillette                     |      |
| 2339             | Traumerei & Romance                                        | Robert Schumann                                              | Elias Breeskin                                           | 1914 |
| 2370             | Looking This Way                                           | J. W. Van De Venter                                          | Elizabeth Spencer & F. Eleanor Patterson                 |      |
| 2375             | This is the Life                                           | Irving Berlin                                                | Billy Murray                                             |      |
| 2395             | When You Play in the Game of Love                          | Joe Goodwin - Al Piantadosi                                  | Manuel Romain                                            |      |
| 2404             | Something Seems Tingle-Ingling                             | Otto Harbach - Rudolf Friml                                  | Walter Van Brunt                                         |      |
| 2428             | When the Angelus is Ringing                                | Joe Young - Bert Grant                                       | Irving Gillette                                          |      |
| 2448             | Roll Them Cotton Bales                                     | James W. Johnson - J. Rosamond Johnson                       | Premier Quartette                                        |      |
| 2466             | Jocelyn                                                    | P.A. Silvestre - Victor Capoul - Lamartine - Benjamin Godard | Elizabeth Spencer                                        |      |
| 2468             | Aba Daba Honeymoon                                         | Arthur Fields & Walter Donovan                               | Arthur Collins & Byron G. Harlan                         |      |
| 2487             | It's a Long Way to Tipperary                               | Jack Judge                                                   | Albert Farrington & chorus                               | 1914 |

## Edison Blue Amberols 2500-3499
| Numero Emissione | Titolo                                                      | Compositore(i)                                    | Esecutore(i)                              | Data |
| ---------------- | ----------------------------------------------------------- | ------------------------------------------------- | ----------------------------------------- | ---- |
| 2507             | I Want to Go Back to Michigan, Down On the Farm             | Irving Berlin                                     | Billy Murray                              |      |
| 2513             | He's a Rag Picker                                           | Irving Berlin                                     | Peerless Quartet                          |      |
| 2530             | Sister Susie's Sewing Shirts for Soldiers                   | R. P. Weston - Herman E. Darewski                 | Billy Murray                              |      |
| 2542             | My Melancholy Baby                                          | George A. Norton - Ernie Burnett                  | Walter Scanlan                            |      |
| 2547             | When You Wore a Tulip                                       | Jack Mahoney m. Percy Wenrich                     | Walter Van Brunt                          |      |
| 2548             | Goodbye Girls I'm Through                                   | John Golden - Ivan Caryll                         | Owen J. McCormack                         |      |
| 2555             | Tip-Top Tipperary Mary                                      |                                                   | Philips & Chorus                          |      |
| 2561             | On the 5:15                                                 | Stanley Murphy - Henry I. Marshall                | Pete Murray                               |      |
| 2580             | I Didn't Raise My Boy To Be A Soldier                       | Alfred Bryan - Al Piantadosi                      | Helen Clark                               |      |
| 2586             | Little House Upon the Hill                                  | Ballard Macdonald - Joe Goodwin - Harry Puck      | Manuel Romain                             |      |
| 2605             | The Ancient Order of Hibernians of the USA                  | Jack Glogau                                       | Edward Meeker                             |      |
| 2607             | Play a Simple Melody                                        | Irving Berlin                                     | Mary Carson & Walter Van Brunt            |      |
| 2611             | The Nightingale Song—Coronet Solo                           |                                                   | Bach                                      |      |
| 2628             | What is Love                                                | Irving Berlin                                     | Elizabeth Spencer & Cho.                  |      |
| 2646             | Laughing Love—Whistling Solo                                |                                                   |                                           |      |
| 2648             | Indiana                                                     |                                                   | Van Brunt & Cho.                          |      |
| 2658             | There's a Little Spark of Love Still Burning                | Joe McCarthy - Fred Fisher                        | Walter Van Brunt                          |      |
| 2663             | Alabama Jubilee                                             | Jack Yellen & George L. Cobb                      | Arthur Collins & Byron G. Harlan          |      |
| 2675             | Fondly of Thee I'm Fondly Dreaming                          | Elizabeth Spencer and Thomas Chalmers             | (Foley Hall)                              |      |
| 2687             | Hello Frisco!                                               | Gene Buck - Louis A. Hirsch                       | Harvey Hindermyer & Helen Clark           |      |
| 2693             | By Heck                                                     | L. Wolfe Gilbert - S. R. Henry                    | Jaudus Society Orch.                      |      |
| 2700             | My Little Girl                                              | Sam M. Lewis - William Dillon - Albert Von Tilzer | Arthur C. Lichty                          |      |
| 2712             | Dance of the Skeletons                                      |                                                   | Sodero's Band                             |      |
| 2715             | The Birds and the Brook                                     |                                                   | American Symphony Orch.                   |      |
| 2726             | Waipio Medley—Hawaiian Guitar                               |                                                   | Smith & Kolomoku                          |      |
| 2735             | Where the Water Lilies Grow                                 |                                                   | Royal, Fish, & Cho.                       |      |
| 2749             | When I Leave the World Behind                               | Irving Berlin                                     | Glen Ellison                              |      |
| 2759             | They Didn't Believe Me                                      | Herbert Reynolds - Jerome Kern                    | Gladys Rice & Walter Van Brunt            |      |
| 2773             | Keep the Home Fires Burning                                 | Lena Guilbert Ford - Ivor Novello                 | Frederick J Wheeler                       |      |
| 2776             | When Old Bill Bailey Plays the Ukulele                      | Charles McCarron & Nathaniel Vincent              | Billy Murray                              |      |
| 2789             | Lauterbach and Hi-Le-Hi Lo With Yodels                      |                                                   | George Watson                             |      |
| 2797             | Molly Dear It's You I'm After                               | Frank Wood - Henry E. Pether                      | Walter Van Brunt                          |      |
| 2814             | M-O-T-H-E-R                                                 | Howard Johnson m. Theodore F. Morse               | George Wilton Ballard                     |      |
| 2819             | Just Try to Picture Me (Back Home in Tennessee)             | William Jerome m. Walter Donaldson                | George Wilton Ballard                     |      |
| 2826             | The Mocking Bird                                            | Richard Milburn - Septimus Winner                 | Elizabeth Spencer & Walter Van Brunt      |      |
| 2835             | There's a Long, Long Trail                                  | Stoddard King - Zo Elliott                        | George Wilton Ballard                     |      |
| 2837             | Iolanthe Airs—Part 1                                        | Gilbert & Sullivan                                | New York Light Opera Company              |      |
| 2839             | I Love a Piano                                              | Irving Berlin                                     | Walter Van Brunt                          |      |
| 2842             | I've Been Floating Down the Old Green River                 | Bert Kalmar - Joe Cooper                          | Billy Murray                              |      |
| 2848             | Attila—"Praise Ye" Grand Trio                               |                                                   | Sodero's Band                             |      |
| 2861             | Iolanthe Airs—Part 2                                        | W.S. Gilbert - A.S. Sullivan                      | New York Light Opera Company              |      |
| 2877             | Memories                                                    | Gustave Kahn - Egbert Van Alstyne                 | Burton Lenihan                            |      |
| 2893             | Railroad Jim                                                | Vincent                                           | Edward Meeker                             |      |
| 2897             | I Can Dance with Everybody But My Wife                      | Joseph Cawthorn - John Golden                     | Billy Murray                              |      |
| 2931             | Where Did Robinson Crusoe Go with Friday On Saturday Night? | Sam M. Lewis - Joe Young - George W. Meyer        | Billy Murray                              |      |
| 2942             | Are You from Dixie?                                         | Jack Yellen - George L. Cobb                      | Billy Murray                              |      |
| 2957             | Baby Shoes                                                  | Joe Goodwin - Ed Rose - Al Piantadosi             | Elizabeth Spencer                         |      |
| 3000             | By The Sad Luana Shore - Step This Way                      |                                                   | Elizabeth Spencer & George Wilton Ballard |      |
| 3019             | Pretty Baby                                                 | Gus Kahn - Tony Jackson - Egbert Van Alstyne      | Gladys Rice                               |      |
| 3027             | Turn Back the Universe and Give Me Yesterday                |                                                   | George Wilton Ballard                     |      |
| 3038             | There's a Little Bit of Bad in Every Good Little Girl       | Grant Clarke - Fred Fisher                        | Gladys Rice                               |      |
| 3045             | Kamehameha March—Guitar Duet                                |                                                   | Helen Louise & Frank Ferera               |      |
| 3050             | Ole Virginny—One Step                                       |                                                   | Jaudas' Society Orch.                     |      |
| 3090             | When the Boys Come Home                                     | John Hay - Oley Speaks                            | Frederick J. Wheeler                      |      |
| 3095             | There's a Little Bit of Bad, Etc.                           |                                                   | Jaudas' Society Orch.                     |      |
| 3101             | Oh! Frenchy!                                                | Sam Ehrlich - Con Conrad                          | Arthur Fields                             |      |
| 3116             | Mammy's Little Coal Black Rose                              | Raymond Egan - Richard Whiting                    | Manuel Romain                             |      |
| 3125             | They're Wearing 'Em Higher in Hawaii                        | Joe Goodwin - Halsey K. Mohr                      | Premier Quartette                         |      |
| 3139             | Pack Up Your Troubles in Your Old Kit Bag                   | George Asaf - Felix Powell                        | Helen Clark                               |      |
| 3140             | That Funny Jas Band from Dixieland                          | Henry I. Marshal (music) and Gus Kahn (lyrics)    | Arthur Collins & Byron G. Harlan          | 1916 |
| 3159             | In the Sweet Long Ago                                       |                                                   | George Wilton Ballard                     |      |
| 3197             | Everybody Loves a Jass Band                                 | Leon Flatow                                       | Arthur Fields                             |      |
| 3220             | The Liberty Bell March                                      | John Philip Sousa                                 | N.Y. Military Band                        |      |
| 3222             | For Me and My Gal                                           | Edgar Leslie - E. Ray Goetz - George W. Meyer     | Billy Murray                              |      |
| 3226             | Kiss Me Again Waltz                                         |                                                   | Waikiki Hawaiian Orch.                    |      |
| 3242             | Poor Butterfly                                              |                                                   | Armand Vecsey & his Hungarian Orchestra   |      |
| 3275             | Over There                                                  | George M. Cohan                                   | Billy Murray                              |      |
| 3304             | Some Sweet Day Bye and Bye                                  |                                                   | Metropolitan Quartet                      |      |
| 3316             | From Me to Mandy Lee                                        |                                                   | Premier Quartette                         |      |
| 3321             | Goodbye Broadway, Hello France                              | C. Francis Reisner - Benny Davis - Billy Baskette | Arthur Fields                             |      |
| 3322             | Huckleberry Finn                                            |                                                   | Premier Quartet                           |      |
| 3324             | Send Me Away with a Smile                                   | Louis Weslyn - Al Piantadosi                      | Arthur Fields                             |      |
| 3326             | Good Luck and God Be With You, Laddie Boy                   | Will D. Cobb - Gus Edwards                        | Lawrence E. Gilbert                       |      |
| 3363             | Goodbye Broadway, Hello France                              | C. Francis Reisner - Benny Davis - Billy Baskette | Jaudas' Society Orch.                     |      |
| 3399             | I'm All Bound Round with the Mason–Dixon line               | Sam M. Lewis - Joe Young - Jean Schwartz          | Vernon Dalhart                            |      |
| 3411             | All I Need is Just a Girl Like You                          | Burkhardt - Olman                                 | Rachael Grant & Billy Murray              |      |
| 3426             | They Go Wild Simply Wild Over Me                            | Joseph McCarthy - Fred Fisher                     | Billy Murray                              |      |
| 3444             | When I Hear that Jazz Band Play - Fox Trot                  |                                                   | Jaudas' Society Orch.                     |      |
| 3446             | Kohala March - Instrumental Trio                            |                                                   | Ford Hawaiians                            |      |
| 3447             | When Yankee Doodle Learns to Parlez Vous Francais           |                                                   | Fields                                    |      |
| 3454             | Hush-A-Bye, Ma Baby - The Missouri Waltz                    |                                                   | Marion Cox & Vernon Dalhart               |      |

## Edison Blue Amberols 3500-4499
| Numero Emissione | Titolo                                                                    | Compositore(i)                                                 | Esecutore(i)                          | Data |
| ---------------- | ------------------------------------------------------------------------- | -------------------------------------------------------------- | ------------------------------------- | ---- |
| 3500             | Daughter of Rosie O'Grady                                                 | (w. Monty C. Brice m. Walter Donaldson)                        | Ada Jones                             |      |
| 3504             | Just a Baby's Prayer at Twilight                                          | (w. Sam m. Lewis & Joe Young m. M.K. Jerome)                   | Homestead Trio                        |      |
| 3516             | On the Road to Home Sweet Home                                            | (w. Gus Kahn m. Egbert Van Alstyne)                            | John Young & George w. Reardon        |      |
| 3528             | Just Like Washington Crossed the Delaware                                 |                                                                | Arthur Fields                         |      |
| 3612             | Good-Bye Alexander                                                        | (w.m. Henry Creamer & Turner Layton)                           | Ada Jones                             | 1918 |
| 3617             | Everything is Peaches Down in Georgia                                     | (w. Grant Clarke m. Milton Ager)                               | Collins & Harlan                      |      |
| 3634             | Mandy                                                                     | (w.m. Irving Berlin)                                           | Billy Murray                          |      |
| 3649             | Ja-Da                                                                     | (w.m. Bob Carleton)                                            | Arthur Fields                         |      |
| 3666             | After You've Gone                                                         | (w. Henry Creamer m. Turner Layton)                            | Rachael Grant & Billy Murray          |      |
| 3670             | Till We Meet Again                                                        |                                                                | (w. Gladys Rice & Vernon Dalhart)     |      |
| 3675             | When You Look in the Heart of a Rose                                      | (w. Marion Gillespie m. Florence Methuen)                      | Edward Allen                          |      |
| 3677             | Rose of No Man's Land                                                     | (w. Jack Caddingan m. Joseph A. Brennan)                       | Moonlight Trio                        |      |
| 3702             | Don't Cry, Little Girl, Don't Cry                                         |                                                                | Irving Kaufman                        |      |
| 3704             | Madelon                                                                   | (w. Alfred Bryan m. Camille Robert)                            | [Arthur Fields]                       |      |
| 3714             | I Found the End of the Rainbow                                            | (w.m. John Mears, Harry Tierney, & Joseph McCarthy)            | Irving Kaufman                        |      |
| 3725             | In the Land of Beginning Again                                            | (w. Grant Clarke m. George W. Meyer)                           | George Wilton Ballard                 |      |
| 3726             | How Ya Gonna Keep 'Em Down On the Farm                                    | (w. Sam m. Lewis & Joe Young m. Walter Donaldson)              | Byron G. Harlan                       |      |
| 3733             | Beautiful Ohio                                                            | (w. Ballard Macdonald m. Mary Earl)                            | Jaudus' Society Orchestra             |      |
| 3735             | The Alcoholic Blues                                                       |                                                                | (V. Dalhart)                          |      |
| 3739             | Mickey                                                                    | (w. Harold H. Williams m. Neil Moret)                          | Vernon Dalhart                        |      |
| 3758             | That Wonderful Mother of Mine                                             | (w. Clyde Hager m. Walter Goodwin)                             | Will Oakland                          |      |
| 3781             | Dear Little Boy of Mine                                                   | (w. J. Keirn Brennan m. Ernest Ball)                           | Will Oakland                          |      |
| 3833             | The Ambassador Polka (Coronet)                                            |                                                                | Bohumir Kryl                          |      |
| 3846             | Sipping Cider Through a Straw                                             | (w.m. Carey Morgan & Lee David)                                | Collins & Harlan                      |      |
| 3872             | Oh! What a Pal Was Mary                                                   | (w. Edgar Leslie & Bert Kalmar m. Pete Wendling)               | Edward Allen                          |      |
| 3876             | That Tumble-Down Shack in Athlone                                         | (w. Richard W. Pascoe m. Monte Cobb & Alma M. Saunders)        | Will Oakland                          |      |
| 3882             | I've Got My Captain Working for Me Now                                    | (w.m. Irving Berlin)                                           | Fred Hillebrand                       |      |
| 3955             | Let the Rest of the World Go By                                           | (w. J. Keirn Brennan m. Ernest R. Ball)                        | Marion Evelyn Cox & Harvey Hindermyer |      |
| 3964             | You'd Be Surprised                                                        | (w.m. Irving Berlin)                                           | Billy Murray                          |      |
| 3972             | Old-Fashioned Garden                                                      | (w.m. Cole Porter)                                             | Helen Clark                           |      |
| 3976             | When Honey Sings an Old Time Song                                         | (w.m. Joseph B. Carey)                                         | George Wilton Ballard                 |      |
| 3982             | You're a Million Miles from Nowhere When You're One Little Mile from Home | (w. Sam Lewis & Joe Young m. Walter Donaldson)                 | William Bonner                        |      |
| 3990             | My Isle of Golden Dreams                                                  | (w. Gus Kahn m. Walter Blaufuss)                               | Tuxedo Orchestra                      |      |
| 4001             | O                                                                         | (w. Byron Gay m. Arnold Johnson)                               | Billy Murray                          |      |
| 4006             | Peggy                                                                     | (w. Harry Williams m. Neil Moret)                              | Lopez & Hamilton's Kings of Harmony   |      |
| 4018             | Daddy, You've been a Mother to Me                                         | (w.m. Fred Fisher)                                             | George Wilton Ballard                 |      |
| 4027             | Rose of Washington Square                                                 | (w. Ballard Macdonald m. James F. Hanley)                      | Lenzberg's Riverside Orchestra        |      |
| 4036             | On Miami Shore                                                            | (w. William Le Baron m. Victor Jacobi)                         | Max Fell's Della Robbia Orchestra     |      |
| 4041             | Oh by Jingo Oh by Gee You're the Only Girl for Me                         | (w. Lew Brown m. Albert Von Tilzer)                            | Premier Quartette                     |      |
| 4042             | Dardanella                                                                | (w. Fred Fisher m. Felix Bernard & Johnny S. Black)            | Gladys Rice & [Vernon Dalhart]        |      |
| 4056             | Veeda                                                                     | (w. Nat Vincent m. John Alden)                                 | Max Fell's Della Robbia Orchestra     |      |
| 4072             | I'll See You in C-U-B-A                                                   | (w.m. Irving Berlin)                                           | Fred Hillebrand                       |      |
| 4085             | Pretty Kitty Kelly                                                        | (w. Harry Pease m. Ed G. Nelson)                               | William Bonner                        |      |
| 4103             | Chili Bean                                                                | (w. Lew Brown m. Albert Von Tilzer)                            | Billy Murray                          |      |
| 4140             | I Wish That You Was My Gal, Molly                                         | (w.m. Irving Berlin & Ted Snyder)                              | Manuel Romain                         |      |
| 4149             | All She'd Say Was "Umh Hum"                                               | (w.m. King Zany, Mac Emery, Gus Van & Joe Schenck)             | Reese Jones                           |      |
| 4166             | Feather Your Nest                                                         | (w.m. James Kendis, James Brockman & Howard Johnson)           | Lenzberg's Riverside Orchestra        |      |
| 4182             | Avalon                                                                    | (w.m. B. G. Desylva, Al Jolson & Vincent Rose)                 | Raderman's Jazz Orchestra             |      |
| 4184             | Old Pal Why Don't You Answer Me                                           | (w. Sam M. Lewis & Joe Young m. M.K. Jerome)                   | Lewis James                           |      |
| 4209             | Broadway Rose                                                             | (w. Eugene West m. Martin Fried & Otis Spencer)                | Lyric Male Quartet                    |      |
| 4224             | Broadway Rose                                                             | (w. Eugene West m. Martin Fried & Otis Spencer)                | Raderman's Jazz Orchestra             |      |
| 4225             | Home Again Blues                                                          | (w.m. Harry Akst & Irving Berlin)                              | Raderman's Jazz Orchestra             |      |
| 4226             | Palasteena - Fox Trot                                                     |                                                                | Greene Bros. Novelty Band             |      |
| 4227             | My Mammy                                                                  | (w. Sam M. Lewis & Joe Young m. Walter Donaldson)              | Premier Quartette                     |      |
| 4236             | That Old Irish Mother of Mine                                             | (w. William Jerome m. Harry Von Tilzer)                        | Allen Mcqhae                          |      |
| 4242             | Bright Eyes                                                               | (w. Harry B. Smith m. Otto Motzan & M.K. Jerome)               | Orlando's Orchestra                   |      |
| 4246             | Do You Ever Think of Me?                                                  | (w. John Cooper & Harry D. Kerr m. Earl Burtnett)              | Raderman's Jazz Orchestra             |      |
| 4264             | Crazy Blues                                                               | (w.m. Percy Bradford)                                          | Noble Sissle                          |      |
| 4298             | Loveless Love                                                             | (w.m. W. C. Handy)                                             | Ernest Hare                           |      |
| 4328             | Peggy O'Neill                                                             | (w.m. Harry Pease, Ed G. Nelson & Gilbert Dodge)               | Billy Jones                           |      |
| 4331             | Down Yonder                                                               | (w.m. L. Wolfe Gilbert)                                        | Premier Quartette                     |      |
| 4414             | Tuck Me to Sleep in My Old 'Tucky Home                                    | (w. Sam H. Lewis & Joe Young m. George W. Meyer)               | Ray Cropper                           |      |
| 4427             | Ten Little Fingers And Ten Little Toes                                    | (w. Harry Pease & Johnny White m. Ira Schuster & Ed G. Nelson) | Jones & Hare                          |      |
| 4459             | Dapper Dan                                                                | (w. Lew Brown m. Albert Von Tilzer)                            | Jones & Hare                          |      |
| 4476             | When Shall We Meet Again (Richard A Whiting)                              | Gladys Rice & Lewis James                                      |                                       |      |

## Edison Blue Amberols 4500-5719
| Numero Emissione | Titolo                                              | Compositore(i)                                      | Esecutore(i)                      | Data |
| ---------------- | --------------------------------------------------- | --------------------------------------------------- | --------------------------------- | ---- |
| 4508             | Dear Old Southland                                  | (w. Henry Creamer m. Turner Layton)                 | Vernon Dalhart                    |      |
| 4947             | Barnacle Bill the Sailor                            | (w.m. Carson Robison & Frank Luther)                | Frank Luther                      |      |
| 4947             | Big Bad Bill is Sweet William Now                   | (Ager, Yellen)                                      | Ernest Hare                       |      |
| 5049             | Death of Floyd Collins                              | (w. Andrew Jenkins m. Irene Spain)                  | Vernon Dalhart                    |      |
| 5052             | She'll Be Comin' 'Round the Mountain                | (Traditional US)                                    | Vernon Dalhart                    |      |
| 5057             | Jesse James                                         |                                                     | Vernon Dalhart                    |      |
| 5086             | Roll 'Em Girls - Fox Trot & Song                    |                                                     | The Florida Four                  |      |
| 5230             | My Cutie's Due at Two to Two Today                  | (w.m. Albert Von Tilzer, Irving Bilbo, & Leo Robin) | Al Campbell & Jack Kaufman        |      |
| 5315             | Oh Bury Me Not On The Lone Prairie                  | (w. E.H. Chapin m. George N. Allen)                 | Vernon Dalhart                    |      |
| 5412             | Wal, I Swan! (Or Ebeneezer Frye)                    | (w.m. Benjamin Hapgood Burt)                        | Al Bernard                        |      |
| 5482             | Among My Souvenirs                                  | (w. Edgar Leslie m. Horatio Nicholls)               | Charles w. Harrison               |      |
| 5652             | Big Rock Candy Mountain                             | (Traditional US)                                    | Vernon Dalhart                    |      |
| 5667             | Wedding Bells are Breaking Up that Old Gang of Mine | (w. Irving Kahal & Willie Raskin m. Sammy Fain)     | Billy Murray & Walter Scanlan     |      |
| 5684             | I Faw Down An' Go Boom                              |                                                     | Arthur Fields & His Assassinators |      |

## Combinazione delle due liste precedenti
| Numero Emissione | Titolo                                                                    | Compositore(i)                                                 | Esecutore(i)                          | Data |
| ---------------- | ------------------------------------------------------------------------- | -------------------------------------------------------------- | ------------------------------------- | ---- |
| 3500             | Daughter of Rosie O'Grady                                                 | (w. Monty C. Brice m. Walter Donaldson)                        | Ada Jones                             |      |
| 3504             | Just a Baby's Prayer at Twilight                                          | (w. Sam m. Lewis & Joe Young m. M.K. Jerome)                   | Homestead Trio                        |      |
| 3516             | On the Road to Home Sweet Home                                            | (w. Gus Kahn m. Egbert Van Alstyne)                            | John Young & George w. Reardon        |      |
| 3528             | Just Like Washington Crossed the Delaware, Etc.                           | Fields and Cho                                                 |                                       |      |
| 3571             | Indianola                                                                 | Billy Murray                                                   |                                       |      |
| 3617             | Everything is Peaches Down in Georgia                                     | (w. Grant Clarke m. Milton Ager)                               | Collins & Harlan                      |      |
| 3634             | Mandy                                                                     | (w.m. Irving Berlin)                                           | Billy Murray                          |      |
| 3649             | Ja-Da                                                                     | (w.m. Bob Carleton)                                            | Arthur Fields                         |      |
| 3666             | After You've Gone                                                         | (w. Henry Creamer m. Turner Layton)                            | Rachael Grant & Billy Murray          |      |
| 3674             | Simplicity - Intermezzo (Whistling) - Sibyl Fagan                         |                                                                |                                       |      |
| 3675             | When You Look in the Heart of a Rose                                      | (w. Marion Gillespie m. Florence Methuen)                      | Edward Allen                          |      |
| 3677             | Rose of No Man's Land                                                     | (w. Jack Caddingan m. Joseph A. Brennan)                       | Moonlight Trio                        |      |
| 3704             | Madelon                                                                   | (w. Alfred Bryan m. Camille Robert)                            | [Arthur Fields]                       |      |
| 3714             | I Found the End of the Rainbow                                            | (w.m. John Mears, Harry Tierney, & Joseph McCarthy)            | Irving Kaufman                        |      |
| 3725             | In the Land of Beginning Again                                            | (w. Grant Clarke m. George W. Meyer)                           | George Wilton Ballard                 |      |
| 3726             | How Ya Gonna Keep 'Em Down On the Farm                                    | (w. Sam m. Lewis & Joe Young m. Walter Donaldson)              | Byron G. Harlan                       |      |
| 3733             | Beautiful Ohio                                                            | (w. Ballard Macdonald m. Mary Earl)                            | Jaudus' Society Orchestra             |      |
| 3739             | Mickey                                                                    | (w. Harold H. Williams m. Neil Moret)                          | Vernon Dalhart                        |      |
| 3758             | That Wonderful Mother of Mine                                             | (w. Clyde Hager m. Walter Goodwin)                             | Will Oakland                          |      |
| 3759             | Beautiful Ohio - Metropolitan Quartet                                     |                                                                |                                       |      |
| 3781             | Dear Little Boy of Mine                                                   | (w. J. Keirn Brennan m. Ernest Ball)                           | Will Oakland                          |      |
| 3800             | Don't Cry Frenchy, Don't Cry                                              |                                                                |                                       |      |
| 3805             | Tenth Regiment March                                                      | (Conway's Band)                                                |                                       |      |
| 3841             | I'm Forever Blowing Bubbles Medley Waltz - Tuxedo Dance Orch.             |                                                                |                                       |      |
| 3846             | Sipping Cider through a Straw                                             | (w.m. Carey Morgan & Lee David)                                | Collins & Harlan                      |      |
| 3871             | Shimmee Town - Fox Trot- The All Star Trio                                |                                                                |                                       |      |
| 3872             | Oh! What a Pal Was Mary                                                   | (w. Edgar Leslie & Bert Kalmar m. Pete Wendling)               | Edward Allen                          |      |
| 3876             | That Tumble-Down Shack in Athlone                                         | (w. Richard W. Pascoe m. Monte Cobb & Alma M. Saunders)        | Will Oakland                          |      |
| 3882             | I've Got My Captain Working for Me Now                                    | (w.m. Irving Berlin)                                           | Fred Hillebrand                       |      |
| 3903             | Fancy Little Nancy - (Saxophone Solo) - W. Wadsworth                      |                                                                |                                       |      |
| 3955             | Let the Rest of the World Go By                                           | (w. J. Keirn Brennan m. Ernest R. Ball)                        | Marion Evelyn Cox & Harvey Hindermyer |      |
| 3964             | You'd Be Surprised                                                        | (w.m. Irving Berlin)                                           | Billy Murray                          |      |
| 3972             | Old-Fashioned Garden                                                      | (w.m. Cole Porter)                                             | Helen Clark                           |      |
| 3976             | When Honey Sings an Old Time Song                                         | (w.m. Joseph B. Carey)                                         | George Wilton Ballard                 |      |
| 3982             | You're a Million Miles from Nowhere When You're One Little Mile from Home | (w. Sam Lewis & Joe Young m. Walter Donaldson)                 | William Bonner                        |      |
| 3990             | My Isle of Golden Dreams - Waltz - Tuxedo Dance Orch.                     |                                                                |                                       |      |
| 3990             | My Isle of Golden Dreams                                                  | (w. Gus Kahn m. Walter Blaufuss)                               | Tuxedo Orchestra                      |      |
| 4001             | O                                                                         | (w. Byron Gay m. Arnold Johnson)                               | Billy Murray                          |      |
| 4006             | Peggy                                                                     | (w. Harry Williams m. Neil Moret)                              | Lopez & Hamilton's Kings of Harmony   |      |
| 4018             | Daddy, You've been a Mother to Me                                         | (w.m. Fred Fisher)                                             | George Wilton Ballard                 |      |
| 4027             | Rose of Washington Square                                                 | (w. Ballard Macdonald m. James F. Hanley)                      | Lenzberg's Riverside Orchestra        |      |
| 4036             | On Miami Shore                                                            | (w. William Le Baron m. Victor Jacobi)                         | Max Fell's Della Robbia Orchestra     |      |
| 4041             | Oh by Jingo Oh by Gee You're the Only Girl for Me                         | (w. Lew Brown m. Albert Von Tilzer)                            | Premier Quartette                     |      |
| 4042             | Dardanella                                                                | (w. Fred Fisher m. Felix Bernard & Johnny S. Black)            | Gladys Rice & [Vernon Dalhart]        |      |
| 4056             | Veeda                                                                     | (w. Nat Vincent m. John Alden)                                 | Max Fell's Della Robbia Orchestra     |      |
| 4062             | That Naughty Waltz - Helen Clark & J. Philips                             |                                                                |                                       |      |
| 4072             | I'll See You in C-U-B-A                                                   | (w.m. Irving Berlin)                                           | Fred Hillebrand                       |      |
| 4085             | Pretty Kitty Kelly                                                        | (w. Harry Pease m. Ed G. Nelson)                               | William Bonner                        |      |
| 4103             | Chili Bean                                                                | (w. Lew Brown m. Albert Von Tilzer)                            | Billy Murray                          |      |
| 4140             | I Wish That You Was My Gal, Molly                                         | (w.m. Irving Berlin & Ted Snyder)                              | Manuel Romain                         |      |
| 4149             | All She'd Say Was "Umh Hum"                                               | (w.m. King Zany, Mac Emery, Gus Van & Joe Schenck)             | Reese Jones                           |      |
| 4152             | Return of Spring Waltz (Instmt'l Trio) - The Three Vagrants               |                                                                |                                       |      |
| 4166             | Feather Your Nest                                                         | (w.m. James Kendis, James Brockman & Howard Johnson)           | Lenzberg's Riverside Orchestra        |      |
| 4182             | Avalon                                                                    | (w.m. B. G. Desylva, Al Jolson & Vincent Rose)                 | Raderman's Jazz Orchestra             |      |
| 4184             | Old Pal Why Don't You Answer Me                                           | (w. Sam M. Lewis & Joe Young m. M.K. Jerome)                   | Lewis James                           |      |
| 4209             | Broadway Rose                                                             | (w. Eugene West m. Martin Fried & Otis Spencer)                | Lyric Male Quartet                    |      |
| 4224             | Broadway Rose                                                             | (w. Eugene West m. Martin Fried & Otis Spencer)                | Raderman's Jazz Orchestra             |      |
| 4225             | Home Again Blues                                                          | (w.m. Harry Akst & Irving Berlin)                              | Raderman's Jazz Orchestra             |      |
| 4227             | My Mammy                                                                  | (w. Sam M. Lewis & Joe Young m. Walter Donaldson)              | Premier Quartette                     |      |
| 4236             | That Old Irish Mother of Mine                                             | (w. William Jerome m. Harry Von Tilzer)                        | Allen Mcqhae                          |      |
| 4242             | Bright Eyes                                                               | (w. Harry B. Smith m. Otto Motzan & M.K. Jerome)               | Orlando's Orchestra                   |      |
| 4246             | Do You Ever Think of Me?                                                  | (w. John Cooper & Harry D. Kerr m. Earl Burtnett)              | Raderman's Jazz Orchestra             |      |
| 4264             | Crazy Blues                                                               | (w.m. Percy Bradford)                                          | Noble Sissle                          |      |
| 4298             | Loveless Love                                                             | (w.m. W. C. Handy)                                             | Ernest Hare                           |      |
| 4328             | Peggy O'Neill                                                             | (w.m. Harry Pease, Ed G. Nelson & Gilbert Dodge)               | Billy Jones                           |      |
| 4331             | Down Yonder                                                               | (w.m. L. Wolfe Gilbert)                                        | Premier Quartette                     |      |
| 4414             | Tuck Me to Sleep in My Old 'Tucky Home                                    | (w. Sam H. Lewis & Joe Young m. George W. Meyer)               | Ray Cropper                           |      |
| 4427             | Ten Little Fingers And Ten Little Toes                                    | (w. Harry Pease & Johnny White m. Ira Schuster & Ed G. Nelson) | Jones & Hare                          |      |
| 4459             | Dapper Dan                                                                | (w. Lew Brown m. Albert Von Tilzer)                            | Jones & Hare                          |      |
| 4476             | When Shall We Meet Again (Richard A Whiting)                              | Gladys Rice & Lewis James                                      |                                       |      |
| 4508             | Dear Old Southland                                                        | (w. Henry Creamer m. Turner Layton)                            | Vernon Dalhart                        |      |
| 4890             | Bringin'Home the Bacon - Fox Trot & Song - Kaplan's Melodist'6            |                                                                |                                       |      |
| 4947             | Barnacle Bill the Sailor                                                  | (w.m. Carson Robison & Frank Luther)                           | Frank Luther                          |      |
| 4947             | Big Bad Bill is Sweet William Now                                         | (Ager, Yellen)                                                 | Ernest Hare                           |      |
| 5049             | Death of Floyd Collins                                                    | (w. Andrew Jenkins m. Irene Spain)                             | Vernon Dalhart                        |      |
| 5052             | She'll Be Comin' 'Round the Mountain                                      | (Traditional US)                                               | Vernon Dalhart                        |      |
| 5230             | My Cutie's Due at Two to Two Today                                        | (w.m. Albert Von Tilzer, Irving Bilbo, & Leo Robin)            | Al Campbell & Jack Kaufman            |      |
| 5315             | Oh Bury Me Not On The Lone Prairie                                        | (w. E.H. Chapin m. George N. Allen)                            | Vernon Dalhart                        |      |
| 5412             | Wal, I Swan! (Or Ebeneezer Frye)                                          | (w.m. Benjamin Hapgood Burt)                                   | Al Bernard                            |      |
| 5482             | Among My Souvenirs                                                        | (w. Edgar Leslie m. Horatio Nicholls)                          | Charles w. Harrison                   |      |
| 5652             | Big Rock Candy Mountain                                                   | (Traditional US)                                               | Vernon Dalhart                        |      |
| 5667             | Wedding Bells are Breaking Up that Old Gang of Mine                       | (w. Irving Kahal & Willie Raskin m. Sammy Fain)                | Billy Murray & Walter Scanlan         |      |
| 26061            | Stille Nacht, Heilige Nacht                                               | Steidl Quartet                                                 |                                       |      |
| 26180            | Stehen                                                                    | John Frederich                                                 |                                       |      |